# FK Lada Toljatti
FK Lada Toljatti (Russisch: ФК "Лада" Тольятти) was een Russische voetbalclub uit Toljatti. In 1970 werd de club opgericht door AvtoVAZ onder de naam Torpedo Toljatti. Pas in 1988 werd de club vernoemd naar een wagen van de AvtoVAZ, Lada. De club wist sinds de oprichting van de Premjer-Liga in 1992 in totaal slechts twee seizoenen aan deze divisie deel te nemen.

## Bekende (oud-)spelers
- Maksim Sjatskich
- Maksim Sjevtsjenko